# 河野正孝
河野 正孝（こうの まさたか）は、日本のオーボエ奏者。
大阪芸術大学准教授（オーボエ）、関西室内楽協会代表として演奏・指揮活動、やまなみグリーネ管弦楽団指揮者、音楽監督、木津川やまなみ国際音楽祭ディレクター。

## 経歴
- 1970年： 大阪音楽大学卒業・鈴木清三に師事
- 1971年： 渡独ハインツ・ホリガー師事
- 1972年： ドイツシュタウフン音楽祭出演
- 1973年： フライブルク国立音楽学校卒業・インゴ・ゴリツキに師事
- 1973年： スイスバーゼル室内合奏団奏者として活動
- 1975年： 関西室内楽協会設立
- 1976年： ハノーファー国立音楽学校卒業
- 1980年： 1981年大阪フィルハーモニー交響楽団と共演
- 1988年〜： 京都バッハ合唱団(本山秀毅)とバッハカンタータ、ミサ曲、オラトリオのシリーズを開始継続中
- 1989年： 大阪市「咲くやこの花賞」受賞
- 1992年：	やまなみグリーネ管弦楽団創設[1]
- 1992年〜2001年： 富士山麓国際音楽祭参加
- 1993年〜2008年： 木津川やまなみ国際音楽祭参加
- 1999年：	大阪芸術大学ウインドオーケストラソリストとして韓国済州島への演奏旅行参加
- 2002年：	ドイツライプツィヒバッハフェスティバルに招聘され参加
- 2006年： チャペルコンサート(メイン会場)島之内教会11月で月例コンサートが300回目、12月で創立30周年を迎えた。
- 2007年： チャペルコンサート1月よりホームグラウンドを天満教会へ変更した。

## やまなみグリーネ管弦楽団
やまなみグリーネ管弦楽団は、京都府相楽郡南山城村の南山城村文化会館（やまなみホール・黒川紀章設計）を拠点としてディレクター指揮者・河野正孝と関西圏の地元演奏者で行うクラシックの演奏団体で20年間に26回の定期演奏会と拠点及び近隣市町村で第九等各種演奏会を開催している。
(wikipediaへの単独掲載が不可の為ここへ記載する)

## 定期演奏会
- 1992年	11月1日 第1回定期演奏会・2月11日 第2回定期演奏会
- 1993年	6月27日 第3回定期演奏会・11月7日 第4回定期演奏会
- 1994年	5月15日 第5回定期演奏会・11月6日 第6回定期演奏会
- 1995年	6月24日 第7回定期演奏会
- 1996年	6月30日 第8回定期演奏会
- 1997年	6月22日 第9回定期演奏会・10月26日 第10回定期演奏会
- 1998年	6月7日 第11回定期演奏会・10月11日 第12回定期演奏会
- 1999年	6月20日 第13回定期演奏会・10月17日 第14回定期演奏会
- 2000年	5月21日 第15回定期演奏会
- 2001年	5月27日 第16回定期演奏会
- 2002年	5月26日 第17回定期演奏会
- 2003年	11月2日 第18回定期演奏会
- 2004年	9月26日 第19回定期演奏会
- 2005年	7月10日 第20回定期演奏会
- 2006年	6月4日 第21回定期演奏会
- 2007年	6月24日 第22回定期演奏会
- 2008年	6月8日 第23回定期演奏会
- 2009年	7月15日 第24回定期演奏会
- 2010年	6月20日 第25回定期演奏会
- 2011年	6月20日 第26回定期演奏会
- 他。第九コンサート・出前コンサート・ロビーコンサート・サマーコンサート多数の演奏会を開催[7]

## リンク
- 河野正孝　やまなみグリーネ管弦楽団
- 関西室内楽協会
- 木津川やまなみ国際音楽祭
- 本山秀毅　京都バッハ合唱団
- 天満教会
- 大阪芸術大学
- 大阪音楽大学